# Drapelul Canadei

Proporția steagului Canadei: 1:2 (1965 – prezent)

Steagul național al Canadei (în engleză, The National Flag of Canada, cunoscut popular ca Maple Leaf, respectiv, în franceză, l'Unifolié, "uni-frunzat") este un steag bicolor, alb și roșu, cu o proporție de 1 : 2 între lățime și lungime, având îi mijlocul său un pătrat alb în care se găsește designul stilizat al unei frunze de arțar, colorată în roșu, având forma unui poligon cu o axă verticală de simetrie cu 11 vârfuri și 22 de laturi. Pătratul alb, este flancat de două dreptunghiuri roșii, care împreună ar forma un al doilea pătrat, având aceeași culoare roșie ca și modelul frunzei.
Canada, mai ales după primul război mondial, a utilizat din ce în ce mai frecvent diferite variante ale steagului cunoscut sub numele de Canadian Red Ensign, care a funcționat, de facto, ca un steag național al Canadei, împreună cu Union Jack, deși nu a fost niciodată aprobat de Parlamentul țării.
Este cunoscut faptul că Mackenzie King, prim ministrul Canadei pentru o perioadă de 21 ani, servind intermitent mai multe mandate între 1921 și 1948, a dorit să utilizeze steagul Red Ensign ca o formă intermediară de trecere spre un steag național distinctiv, astfel determinând printre canadieni ideea conștiinței naționale și a unui steag național.
Steagul Frunzei de Arțar a fost continuu folosit în mod oficial de la adoptarea sa de către Parlamentul Canadei în 1965.